# Wspólnota administracyjna Rottenbuch
Wspólnota administracyjna Rottenbuch – wspólnota administracyjna (niem. Verwaltungsgemeinschaft) w Niemczech, w kraju związkowym Bawaria, w rejencji Górna Bawaria, w regionie Oberland, w powiecie Weilheim-Schongau. Siedziba wspólnoty znajduje się w miejscowości Rottenbuch. Powstała 1 maja 1978 w wyniku reformy administracyjnej.
Wspólnota administracyjna zrzesza dwie gminy wiejskie (Gemeinde): 
- Böbing, 1 774 mieszkańców, 40,32 km²
- Rottenbuch, 1 770 mieszkańców, 31,45 km²